# Wilhelm Friedrich Leopold von Borcke

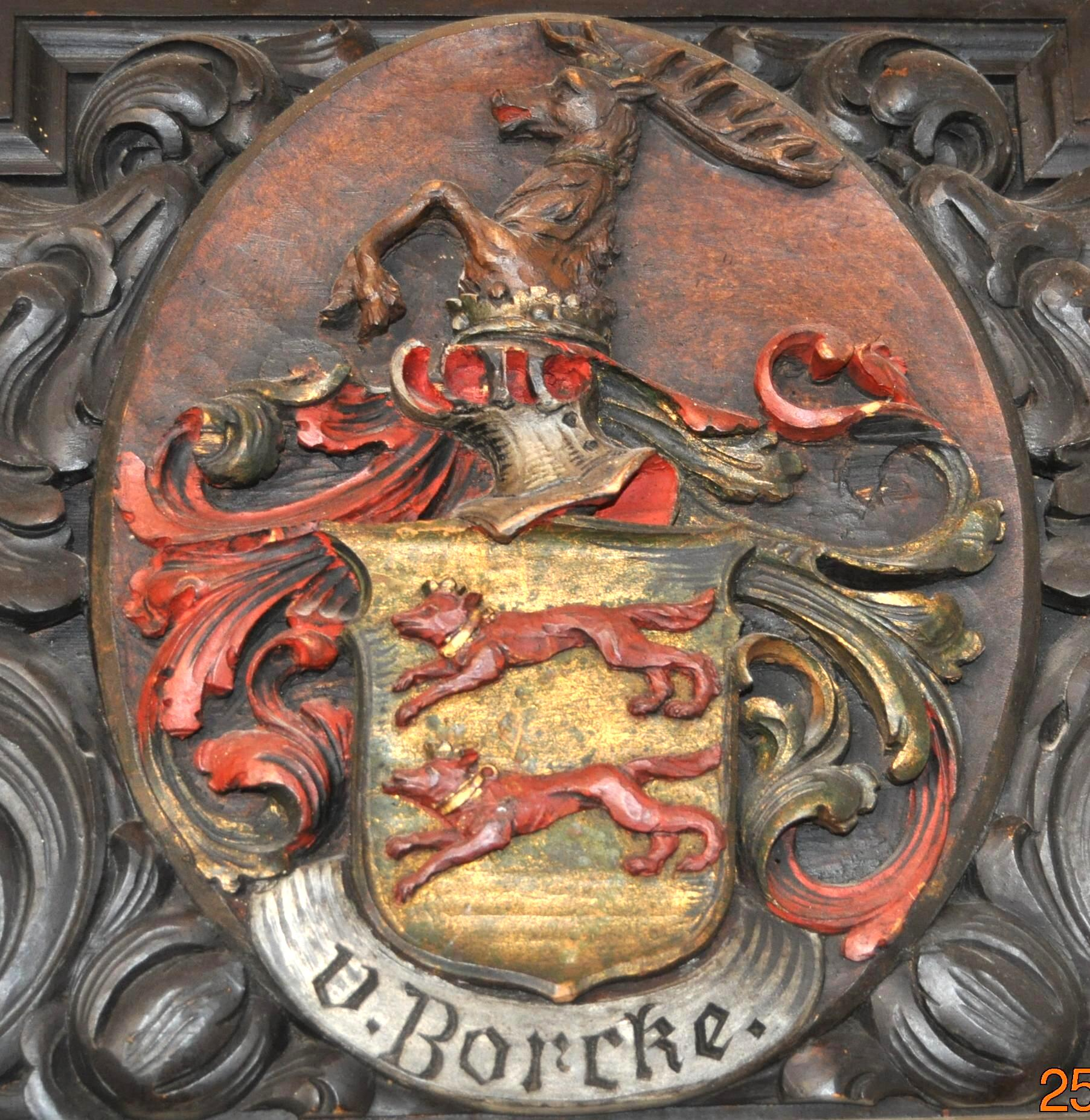
Herb rodowy

Wilhelm Friedrich Leopold von Borcke, także von Borck (ur. 21 lipca 1737 w Stargardzie, zm. 28 czerwca 1787 w Kankelfitz) — pruski starosta (Landrat), który od 1770 do śmierci kierował powiatem Borcków (Borckescher Kreis) na Pomorzu Zachodnim.

## Rodzina
Wilhelm pochodził ze szlacheckiej pomorskiej rodziny Borcke. Jego ojciec Andreas Matthias von Borcke (1688–1740) był pruskim majorem i spadkobiercą Kankelfitz i Lessenthin. Jego matka Hedwig Juliane zmarła w roku jego urodzin, a jego ojciec zmarł trzy lata później. Wilhelm został spadkobiercą majątków w Kąkolewicach i Lesięcinie. Z uwagi na niepełnoletniość majątkami zarządzali opiekunowie, którzy w roku 1744 sprzedali je na 18 lat. W 1764 Wilhelm poślubił Friederike Gottliebe Tugendreich von Winterfeld. Jego syn Ernst August Philipp von Borcke (1766–1850) został ostatnim starostą w powiecie Borcków, a po reformie powiatu w 1818 pierwszym starostą w nowo powstałym powiecie Regenwalde. Córka Friederike Wilhelmine Sophie (1770–1796) poślubiła Friedricha Wilhelma von Wurmb (1744–1827) i została matką generała-majora Ludwiga von Wurmb.

## Kariera
- Od roku 1750 Borcke uczęszczał do szkoły w Kloster Berge
- Od 1754 studiował na Uniwersytecie we Frankfurcie nad Odrą
- Od 1755 studiuje na Uniwersytecie w Halle
- Po wybuchu wojny siedmioletniej wstąpił do armii pruskiej
- W 1756 służył w pułku dragonów
- Służył całą wojnę siedmioletnią w latach 1756–1763
- W 1764 bierze urlop, by przejąć zarządzanie dobrami odziedziczonymi po ojcu
- W 1766 odkupuje majątek ziemski od generała-majora Johanna Ernsta von Alemann
- W 1770 zostaje starostą (Landrat) z siedzibą w Kąkolewicach
- Do swojej śmierci w 1787 był starostą powiatu Borcków, który był następnie przekształcony w powiat Regenwalde, następnie w powiat łobeski
- Po nim starostą był Carl Wilhelm von Borcke.